# A Thief Catcher
A Thief Catcher és una pel·lícula muda de la Keystone dirigida per Ford Sterling i interpretada entre altres per ell mateix i Mack Swain, a més de Charles Chaplin, en la seva quarta pel·lícula, que fa un petit paper com a Keystone Cop. La pel·lícula es va estrenar el 19 de febrer de 1914. Durant molts anys va ser considerada una pel·lícula perduda i la participació de Chaplin en ella era desconeguda fins que l'any 2010 se’n va localitzar una còpia en una fira d'antiguitats a Michigan.

## Argument
Tres lladres acaben de robar unes joies i es barallen pel botí. La baralla és presenciada pel cap de la policia que passeja el gos i els fa una fotografia. Els lladres se n'adonen i el persegueixen. Ell s'amaga i aquests al principi es confonen i atrapen una senyora que estén la roba però al final el capturen en una cabana i intenten matar-lo. Mentre diferents situacions es succeeixen dins de la cabana, el seu gos corre fins a la policia i aquests venen al seu rescat.

## Repartiment
- Ford Sterling (cap de policia)
- Mack Swain (lladre)
- Edgar Kennedy (lladre)
- Charles Chaplin (policia)
- William Hauber (policia)
- George Jeske (policia)
- Rube Miller (policia)
- Alice Davenport (dona que estén la roba)